# Pyropyga nigricans
Pyropyga nigricans är en skalbaggsart som först beskrevs av Thomas Say 1823.  Pyropyga nigricans ingår i släktet Pyropyga och familjen lysmaskar. Inga underarter finns listade i Catalogue of Life.